# میش خاص (ایل)
ایل میشخاص یکی از ایلات کرد استان ایلام است.محل زندگی مردمان این ایل در گذشته "هفت آباد یا هفت آو" خوانده می شد. فریا استارک در سفرنامه خود از این منطقه یاد کرده است و حوزه وسیع اراضی آبی منطقه "آفتاب" را به طور کامل پوشیده از کشتزارهای تنباکو  دانسته است. فریا استارک همچنین میشخاص را قبیله ای بزرگ و ثروتمند و مالک زمین های "آفتاب" دانسته است که به خاطر داشتن میش های خوب به این نام خوانده می شدند.
هوگوگروته درسفرنامه خود آورده است:
اراضی دره هفت آو در غرب پشتکوه یکی از معدود جاهایی که در آن جا زراعتی منظم صورت می گیرد. بخصوص زمین های آفتاب گیر جهت کشت غله، ذرت و توتون بسیار مستعد است. رئیس ایل میشخاص که ساکن دره هفت آو است می گوید که سال های خوب ده تا پانزده هزار لنگه بار محصولات مختلف از اراضی این دره برداشت می شود، ایل او سالانه مبلغ هفتصد لیره عثمانی بابت زمین های زیر کشت و شصت تومان بابت نگاهداری دو هزار راس گاو به والی می پردازد.محل سکونت مردم میشخاص به سبب وجود باغات فراوان و جاذبه های گردشگری متعدد در استان ایلام معروف شده و در حال حاضر یکی از مناطق هدف گردشگری در استان ایلام شناسایی شده است.

## طوایف ایل میشخاص
علیرضا اسدی ایل میشخاص را از ایلات مستقل و معتبر استان ایلام معرفی کرده است که در شهر جعفرآباد (ایلام)، محمودآباد (ایلام)، میدان (ایلام)، داروند (ایلام)، حیدرآباد (ایلام)، حسین‌آباد (ایلام)، سربیشه (ایلام)، شان کبود، چاویز، چشمه داوی (چشمه دای)، بلیین (ایلام)، زردالوآباد،  و طولابی سکونت دارند که عده بسیاری از آن ها به شهرهای اطراف از جمله ایلام و استان های همجوار مهاجرت کرده اند. رستم رفعتی بزرگ ایل میشخاص را در زمان والیان پشتکوه توشمال محمود ذکر کرده است که یکی از توشمالان بزرگ منطقه محسوب می‌شده است.  ییلاق مردم میشخاص در قدیم دره ییلاقی هفت آو، دره گاوز، و دامنه کوه های کبیرکوه، قلارنگ، شلم و شاه نخجیر (گورژنه) و قشلاق نیز در شهر های مهران و صالح آباد در مناطق کولگ، کوه سرخ، دهلبان، تنگه کنجان چم بوده است.

### طایفه سراب
تیره های شمال، رستم بگ، بساط، براله، جانی، تقی، ولی بگ، طولاوی، الگه، قمگه و خاسگه.

### طایفه خاسگه
تیره های میرگه، شیخی، اسدبیگ، ولی بگ، جانی، صی، ملگ، میثم.

### طایفه میان آب
تیره های ابراهیم بگ، رشتگ، ورکبود، تارگه و کسان و حاجی ویس.

### طایفه پایین  آب
تیره های یارم وند، یاریمن، بن ریزی.، گرزگرزی، قاضی، یارمراد، شاهمراد، قمروند و گایه وند.

### طایفه توشمالان
جد آن ها احمدبگ بوده است. توشمال محمود، توشمال احمد کشاورز، توشمال محمد کشاورز و توشمال امین منصوری از بزرگان ایل میشخاص بوده اند.

### طایفه قجر
تیره های رحیم، رحمان، کسانه و شنانه.

### طایفه گرزگرزی
تیره های چاویز، بلیین و چشمه دای.

### طایفه قلاخور
که اصالت ملخطاوی دارند و در چشمه دای ساکنند.
بر اساس نظریه دیگری ایل میشخاص به تیره های توشمالان، شمال، بساط، براله، رشتگ، یارم وند، گایه وند، کله کبود، داروند، گل گلی، براله، هاشمی، زمگه، شملیق و گوهر تقسیم بندی می شود.